# رستم‌آباد (تفتان)
رستم‌آباد روستایی در دهستان اسکل‌آباد بخش نوک آباد شهرستان تفتان استان سیستان و بلوچستان ایران است.

## جمعیت
بر پایه سرشماری عمومی نفوس و مسکن در سال ۱۳۹۵ جمعیت این مکان ۵۴ نفر (۲۳خانوار) بوده‌است.